# Harvey Weinstein

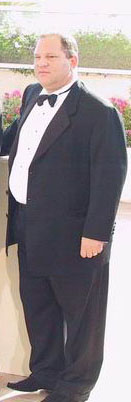
Harvey Weinstein a cannes-i fesztiválon, 2002

Harvey Weinstein (New York, 1952. március 19.) Oscar-, BAFTA- és háromszoros Tony-díjas egykori amerikai filmproducer és elítélt szexuális bűnelkövető. Valaha a világ egyik legbefolyásosabb embere volt a filmiparban.

## Élete
Weinstein zsidó családban született Queensben, Buffalóban nőtt fel.
Weinstein rockkoncertek promóciójával kezdte pályafutását. Harvey a bátyjával, Bob Weinsteinnel dolgozott együtt, független filmeket gyártottak. Az 1970-es évek végén kezdett el a filmiparban tevékenykedni producerként. Az első filmje 1979-ben volt The Secret Policeman’s Ball címen, amelynek a jogait a cannes-i nemzetközi filmfesztiválon szerezte meg. A film nyereségét befektette a Miramax filmgyártó vállalatba, a név a szülei első nevéből, Miriamból és Maxból keletkezett. Harvey segítette a Broadway színpadára Mel Brooks rendezésében a Producereket, Baz Luhrmann rendezésében a La Boheme-t és Tom Stoppard The Real Thingjét, melyért 2000-ben Tony-díjat kapott.
Harvey Weinstein és a Miramax első áttörése Errol Morris dokumentumfilmje volt The Thin Blue Line címen 1988-ban. Ez a film az igazságtalanul halálra ítélt Randall Adams küzdelmét dolgozza fel. Az ügyet körülvevő hírverésnek köszönhetően Adams nemsokára szabadult, a Miramax pedig hírnévre tett szert. A következő évben bemutatták Steven Soderbergh Szex, hazugság, videó című filmjét a Miramax gyártásában, ami a legsikeresebb független film lett Amerikában. A Miramax azzal vált ismertté, hogy elsősorban európai filmeket forgalmazott az amerikai piacon. 17 év alatt egyedülálló marketingtechnikájával 24 Oscar-jelölést szerzett ezeknek a filmeknek (Az élet csodaszép, Kolja, Isten veled, ágyasom, Cinema Paradiso, Pelle, a győztes).
1989-ben a Miramax bemutatott két művészfilmet, A szakács, a tolvaj, a feleség és a szeretője címen, és előadta Pedro Almodóvar filmjét a Tie Me Up! Tie Me Down! címen, mindkét film az MPAA értékelésében X-besorolást kapott, ezek a produkciók a nemzetközi forgalmazásban igen sikeresen szerepeltek. Harvey beperelte a MPAA-t a filmek korhatárbesorolása miatt, és bár keresetét elutasították, az MPAA bevezette a NC-17 (17 éven felülieknek) korhatárbesorolást.
1993-ban a Disney felkínált Harvey-nak és Bobnak 80 millió dollárt, hogy partnere legyen a Miramaxnak. Megegyezésükhöz híven, mely szerint tovább erősítik hollywoodi befolyásukat és biztosítják a cégben betöltött vezetői pozíciójukat, egy évvel később a Miramax kiadta az első igazi kasszasikerét, Quentin Tarantino Ponyvaregényét.
1996-ban elhozta a Miramax az első legjobb film győzelmét az Az angol beteg című filmjükkel. Ez megindította az utat a kritikai sikerekhez is, beleértve a Szerelmes Shakespeare és a Good Will Hunting című filmeket is.
2005. március 29-én bejelentették a Weinstein fivérek, hogy elhagyják a Miramaxot szeptember 30-án és alapítanak egy saját vállalatot, aminek a neve The Weinstein Company lesz. A cég székhelye New Yorkban lesz, de Londonban és Los Angelesben is lesznek irodáik. Miután megjelent a riport a The Hollywood Reporter magazinban 2005 augusztusában, Harvey még mindig benne volt a Miramaxban, mivel szeptemberben két külön magas költségvetésű filmet készültek bemutatni, ebből az egyik film sztárja Johnny Depp volt. Depp kérte, hogy Harvey kreatívan részt vegyen a The Libertine reklámozásában, amihez (Depp ügynöke szerint) intelligens reklámra volt szükség. Weinstein és az új Miramax elnök, Daniel Battsek együtt felügyelte a produkciót.
2017 októberében hatalmas botrányt kavart egy róla szóló cikk, amelyet a The New Yorker és a The New York Times közölt. A cikk szerzői hosszas nyomozás után kiderítették, hogy Weinstein éveken keresztül molesztált vagy megerőszakolt nőket, többek között kezdő színésznőket. Az áldozatokat megfenyegette vagy más módokon bírta hallgatásra. A botrányt fokozta, hogy állítólag több kollégája és színészek is tudtak viselt dolgairól, sőt perverz magatartását még a nyilvánosság előtt sem takargatta, de cége segített az ügyek eltussolásában. A cikk megjelenésekor azonban több egykori áldozat és más érintett is megszólalt, sőt a Miramax a kialakult súlyos helyzetben eltávolította posztjáról Weinsteint, aki ellen az Egyesült Államokban és Nagy-Britanniában is rendőrségi nyomozás indult. Weinstein eleinte tagadta a vádakat, később viszont elismerte a molesztálások és nemi erőszak tényét, majd hozzátette, hogy megbánta az elkövetett bűnöket. A botrány napokon belül óriásira dagadt és rendre jelentkeztek nemcsak a producer áldozatai (akik között rengeteg neves színésznő akad), hanem egykori kollégák, beosztottak és alkalmazottak. Nemcsak Weinstein felháborító tetteiről beszéltek, hanem arról a kérlelhetetlen irányítási módszereiről és zsarnoki viselkedéséről, amely a Miramaxot jellemezte. Az esetek szem- és fültanúit Weinstein többnyire megfélemlítette, kirúgatta állásaikból, olykor lepénzelte. Weinstein azóta több magyarázattal is előállt, melyek rendre cáfolatot nyernek. Elvonó terápiára is beiratkozott, de többek szerint ezeket nem is látogatja. Több nyilatkozattevő, tanú és mások ellen perrel fenyeget. Weinstein közeli munkatársai és barátai, mint Quentin Tarantino is azóta bevallották, hogy tudtak a történtekről és próbálnak sajátos magyarázatokkal szolgálni, hogy miért hallgattak. A producer 2018 júliusában, amerikai bírósági tárgyalását követően adott interjúban, beismerte, hogy szexért cserében ígért oda szerepeket, ami védekezése szerint azonban szerinte nem volt bűn, mivel mindenki más is ezt tette.
Weinstein 2019-ben – két esettől eltekintve – peren kívül egyezett meg az áldozataival.
Végül 2020 február végén a bíróság bűnösnek találta Weinsteint nemi erőszak vádjában és 23 év börtönre ítélte.
Büntetését a New York államban lévő Rikers Island állami börtönben hajtják végre.

## Filmjei (válogatás)

### Producerként
- Tiszta románc (1993)
- Ponyvaregény (1994)
- Füst (1995)
- Menekülés az éjszakába (1995)
- Az angol beteg (1996)
- Sikoly (1996)
- Good Will Hunting (1998)
- Jackie Brown (1998)
- Szerelmes Shakespeare (1998)
- Árvák hercege (1999)
- Csokoládé (2000)
- A Gyűrűk Ura-sorozat
- Texas Rangers
- New York bandái (2002)
- Chicago (2002)
- Hideghegy (2003)
- Kill Bill 1. (2003)
- Kill Bill 2. (2004)
- Fahrenheit 9/11 (2004)
- Aviátor (2004)
- Sin City – A bűn városa (2005)
- Django elszabadul (2012)
- Aljas nyolcas (2015)

### Rendezőként
- Playing For Keeps (1986)

## Díjai, elismerései
- A Miramax 26 év alatt 249 Oscar-jelölést kapott és 60 Oscar-szoborral gazdagodott.
- Harvey Weinstein a Brit Filmakadémia örökös tagja.
- II. Erzsébet brit királynő 2004-ben lovagrenddel tüntette ki.

## Kapcsolódó szócikk
- Azt mondta (She Said), 2022-es amerikai film, rendezte Maria Schrader